# IC34
O IC 34 é um itinerário complementar de Portugal cujo projecto foi abandonado. Originalmente foi pensado para ligar Vila Nova de Foz Côa à fronteira espanhola em Barca d'Alva, servindo de alternativa à N 222 até Almendra e criando uma nova via de acesso a Barca d'Alva que evitasse uma muito maior deslocação via Figueira de Castelo Rodrigo. Esta via, segundo o estudo efectuado, não respeitaria todas as características de um itinerário complementar e aproveitaria nalguns pontos o traçado da N 222 e de um caminho florestal.
No entanto, em Março de 2009, o Ministério das Obras Públicas decidiu abandonar a ideia da construção de uma nova via, avançando na altura para a requalificação da estrada nacional existente.

## Estado dos troços
| Troço                               | Situação           | Km |
| Vila Nova de Foz Côa - Barca d’Alva | Projeto Abandonado | -  |